# Ryōta Itō
Ryōta Itō (伊藤 良太 Itō Ryōta?) es un animador, diseñador de personajes, ilustrador, guionista gráfico y director de anime japonés. Comenzó a trabajar en la industria del anime en 1999 y dirigió su primera serie completa en 2021. Algunas de las series que ha dirigido incluyen Senpai ga Uzai Kōhai no Hanashi, Kawaii dake ja Nai Shikimori-san y Tokidoki Bosotto Russia-go de Dereru Tonari no Aalya-san. En algunos trabajos es acreditado como Rato (らと?).

## Trayectoria
Itō nació en Tokio y se crio en la ciudad de Yonago, en la prefectura de Tottori. Formó parte de Studio Takuranke. Comenzó a trabajar en la industria del anime en 1997 como animador intermedio. Se hizo especialmente reconocido por su trabajo en el diseño de personajes y animación principal para el juego de 2007, Higurashi no Naku Koro ni Matsuri. Además, también se destacó en sus contribuciones artísticas para los primeros títulos de THE iDOLM@STER.
Desde la década de 2010, su participación en proyectos de animación ha ido en aumento. Entre sus trabajos más destacados, se encuentra la supervisión de animación en Pretty Rhythm. Además, se desarrolló en la planificación y dirección, consolidando así su trayectoria en la industria. En 2020, trabajó como subdirector en Yesterday wo Utatte. En 2021, asumió su primer trabajo como director principal en la serie de anime Senpai ga Uzai Kōhai no Hanashi bajo la producción de Ryō Kobayashi. En 2022, dirigió la adaptación de la serie de anime Kawaii dake ja Nai Shikimori-san. Desde 2024, se encarga de la dirección en la serie de anime Tokidoki Bosotto Russia-go de Dereru Tonari no Aalya-san.

## Trabajos

### Anime

#### Series de televisión
Destaca papeles con funciones de dirección de series.
     Destaca papeles con funciones de asistente de dirección o supervisión.
| Año  | Título                                                  | Director(es)                      | Estudio                          | Funciones | Refs.                       |
| ---- | ------------------------------------------------------- | --------------------------------- | -------------------------------- | --- | --------------------------- |
| 1999 | To Heart                                                | Naohito Takahashi                 | OLM                              | Animación clave (#10, 12-13) | [ 11 ]                      |
| 1999 | Kōtetsu Tenshi Kurumi                                   | Naohito Takahashi                 | OLM                              | Animación clave (#1, 9, 14, 18, 24) | [ 12 ]                      |
| 1999 | Arc the Lad                                             | Itsurō Kawasaki                   | Bee Train                        | Animación clave (#4) | [ 13 ]                      |
| 1999 | Gokudō-kun Man'yūki                                     | Kunihisa Sugishima                | Trans Arts                       | Animación clave (#2) | [ 14 ]                      |
| 2000 | Karakuri Kiden: Hiwō Senki                              | Tetsurō Amino                     | Bones                            | Animación clave (#7, 13, 19, 24) | [ 15 ]                      |
| 2001 | Kōtetsu Tenshi Kurumi 2                                 | Naohito Takahashi                 | OLM                              | Animación clave (#4, 7, 9) | [ 16 ]                      |
| 2001 | Mahoromatic: Automatic Maiden                           | Hiroyuki Yamaga                   | Gainax Shaft                     | Director de animación (#11) Animación clave (#4, 6, 9, 11) | [ 17 ]                      |
| 2001 | Kidō Tenshi Angelic Layer                               | Hiroshi Nishikiori                | Bones                            | Animación clave (#1, 9) | [ 18 ]                      |
| 2001 | The SoulTaker: Tamashii-gari                            | Akiyuki Simbo                     | Tatsunoko Production             | Animación clave (#1) | [ 19 ]                      |
| 2002 | Mahoromatic: Motto Utsukushii Mono                      | Hiroyuki Yamaga                   | Gainax Shaft                     | Animación clave (#1; OP) | [ 20 ]                      |
| 2002 | Ghost in the Shell: Stand Alone Complex                 | Kenji Kamiyama                    | Production I.G                   | Animación clave (#17, 23) | [ 21 ]                      |
| 2003 | Nanaka 6/17                                             | Hiroaki Sakurai                   | J.C.Staff                        | Director de animación (#5) | [ 22 ]                      |
| 2004 | Kono Minikuku mo Utsukushii Sekai                       | Shōji Saeki                       | Gainax Shaft                     | Animación clave (#6) | [ 23 ]                      |
| 2004 | Get Ride! AMDriver                                      | Isao Torada                       | Studio Deen                      | Director de animación (#51) Animación clave (#2) | [ 24 ]                      |
| 2005 | Kore ga Watashi no Goshūjin-sama                        | Shōji Saeki                       | Gainax Shaft                     | Segunda animación clave (#9) | [ 25 ]                      |
| 2006 | Utawarerumono                                           | Tomoki Kobayashi                  | OLM                              | Animación clave (#12) | [ 26 ]                      |
| 2009 | To Aru Kagaku no Railgun                                | Tatsuyuki Nagai                   | J.C.Staff                        | Animación clave (#5, 13) | [ 27 ]                      |
| 2009 | Aoi Hana                                                | Kenichi Kasai                     | J.C.Staff                        | Animación clave (#4) Segunda animación clave (#9) | [ 28 ]                      |
| 2010 | Ōkami-san to Shichinin no Nakama-tachi                  | Yoshiaki Iwasaki                  | J.C.Staff                        | Animación clave (#12) | [ 29 ]                      |
| 2011 | Steins;Gate                                             | Hiroshi Hamasaki Takuya Satō      | White Fox                        | Animación clave (#10) | [ 30 ]                      |
| 2011 | C: The Money of Soul and Possibility Control            | Kenji Nakamura                    | Tatsunoko Production             | Director de animación (#6) Director de animación asistente (#1, 11) Subdirector jefe de animación (#1, 3) Animación clave (#1, 10)                                             | [ 31 ]                      |
| 2011 | The iDOLM@STER                                          | Atsushi Nishigori                 | A-1 Pictures                     | Animación clave (#11) | [ 32 ]                      |
| 2011 | Shakugan no Shana III                                   | Takashi Watanabe                  | J.C.Staff                        | Animación clave (#15) | [ 33 ]                      |
| 2011 | Working'!!                                              | Atsushi Ōtsuki                    | A-1 Pictures                     | Animación clave (#2, 7-8) | [ 34 ]                      |
| 2012 | Nisemonogatari                                          | Tomoyuki Itamura Akiyuki Simbo    | Shaft                            | Animación clave (#8) | [ 35 ]                      |
| 2012 | Ano Natsu de Matteru                                    | Tatsuyuki Nagai                   | J.C.Staff                        | Director de animación (#8, 11) Animación clave (#1, 5, 11) | [ 36 ]                      |
| 2012 | Uchū Kyōdai                                             | Ayumu Watanabe                    | A-1 Pictures                     | Animación clave (#3) | [ 37 ]                      |
| 2012 | Pretty Rhythm: Dear My Future                           | Chan-Young Park Masakazu Hishida  | Tatsunoko Production Dongwoo A&E | Supervisor de animación (#5, 7, 10, 13, 16, 19, 22, 25, 31, 34, 37, 40, 43, 46, 49) Animación clave (#OP 2-4)                                                                  | [ 5 ]                       |
| 2012 | Aikatsu!                                                | Ryūichi Kimura                    | Sunrise Bandai Namco Pictures    | Director de episodio (#163) Guionista gráfico (#163) | [ 38 ]                      |
| 2012 | Black★Rock Shooter                                      | Shinobu Yoshioka                  | Ordet Sanzigen                   | Animación clave (#1, 5) | [ 39 ]                      |
| 2012 | Joshiraku                                               | Tsutomu Mizushima                 | J.C.Staff                        | Director de animación asistente (#1) Animación clave (#1) | [ 40 ]                      |
| 2013 | Pretty Rhythm: Rainbow Live                             | An Jai Ho Masakazu Hishida        | Tatsunoko Production Dongwoo A&E | Supervisor de animación (#1, 4, 7, 10, 13, 16-17, 19-20, 22-23, 25, 29, 32, 35, 38, 41, 44, 47, 50-51) Supervisor de animación asistente (#11) Animación clave (#OP 2-4, ED 3) | [ 6 ]                       |
| 2013 | Gatchaman Crowds                                        | Kenji Nakamura                    | Tatsunoko Production             | Animación clave (#2, 8) | [ 41 ]                      |
| 2014 | Wake Up, Girls!                                         | Yutaka Yamamoto                   | Tatsunoko Production Ordet       | Guionista gráfico (#7) Animación clave (#7) | [ 42 ]                      |
| 2014 | Inugami-san to Nekoyama-san                             | Shinpei Nagai                     | Seven                            | Director de episodio (#9) Guionista gráfico (#9) Director de animación (#9) | [ 43 ]                      |
| 2014 | Ping Pong the Animation                                 | Masaaki Yuasa                     | Tatsunoko Production             | Director de episodios (#7, 9) | [ 44 ]                      |
| 2014 | Gekkan Shōjo Nozaki-kun                                 | Mitsue Yamazaki                   | Doga Kobo                        | Animación clave (#OP) | [ 45 ]                      |
| 2014 | Psycho-Pass 2                                           | Kiyotaka Suzuki Naoyoshi Shiotani | Tatsunoko Production             | Director de episodio (#10) Guionista gráfico (#10) | [ 46 ]                      |
| 2015 | Yoru no Yatterman                                       | Tatsuya Yoshihara                 | Tatsunoko Production             | Director de episodios (#6, 10) Guionista gráfico (#6, 10) | [ 47 ]                      |
| 2015 | Gatchaman Crowds Insight                                | Kenji Nakamura                    | Tatsunoko Production             | Director de episodios (#2, 12) Guionista gráfico (#2, 10-12) Director de animación (#6) Animación clave (#2, 11-12)                                                            | [ 48 ]                      |
| 2016 | Aikatsu Stars!                                          | Teruo Satō                        | Bandai Namco Pictures            | Director de episodios (#21, 37, 49, 88) Guionista gráfico (#21, 37, 49, 88) | [ 49 ]                      |
| 2016 | Time Bokan 24                                           | Takayuki Inagaki                  | Tatsunoko Production             | Animación clave (#OP 1) | [ 50 ]                      |
| 2017 | New Game!!                                              | Yoshiyuki Fujiwara                | Doga Kobo                        | Director de episodio (#8) Guionista gráfico (#8) Animación clave (#12) | [ 51 ]                      |
| 2017 | Infini-T Force                                          | Kiyotaka Suzuki                   | Tatsunoko Production             | Director de episodio (#8) Guionista gráfico (#8) | [ 52 ]                      |
| 2020 | Yesterday wo Utatte                                     | Yoshiyuki Fujiwara                | Doga Kobo                        | Director asistente Director de episodios (#3, 11) Guionista gráfico (#2-3, 9, 11-12) Animación clave (#11)                                                                     | [ 7 ]                       |
| 2020 | Ikebukuro West Gate Park                                | Tomoaki Koshida                   | Doga Kobo                        | Guionista gráfico (#3) | [ 53 ]                      |
| 2021 | Senpai ga Uzai Kōhai no Hanashi                         | Ryōta Itō                         | Doga Kobo                        | Director Director de episodios (#1, 12) Guionista gráfico (#1-2, 5, 8, 10, 12)                                                                                                 | [ 54 ] [ 8 ] [ 55 ]         |
| 2022 | Kawaii dake ja Nai Shikimori-san                        | Ryōta Itō                         | Doga Kobo                        | Director Guionista (#11) Director de episodios (#1, 11) Guionista gráfico (#1, 6, 8, 11) Animación clave (#11) Segunda animación clave (#12)                                   | [ 56 ] [ 9 ] [ 57 ]         |
| 2023 | Oshi no Ko                                              | Daisuke Hiramaki                  | Doga Kobo                        | Director de episodio (#1) Guionista gráfico (#4) | [ 58 ]                      |
| 2023 | Shiro Seijo to Kuro Bokushi                             | Sumie Noro                        | Doga Kobo                        | Guionista gráfico (#5) | [ 59 ]                      |
| 2024 | Tokidoki Bosotto Russia-go de Dereru Tonari no Alya-san | Ryōta Itō                         | Doga Kobo                        | Director Composición de la serie Guionista (#1-4, 12) Director de episodios (#1, 12) Guionista gráfico (#1-2, 8-9, 12)                                                         | [ 10 ] [ 60 ] [ 61 ] [ 62 ] |
| 2025 | Shiunji-ke no Kodomo-tachi                              | Ryōki Kamitsubo                   | Doga Kobo                        | Guionista gráfico (#12) | [ 63 ]                      |

#### Películas
| Año  | Título                                      | Director(es)         | Estudio        | Funciones       | Refs.  |
| ---- | ------------------------------------------- | -------------------- | -------------- | --------------- | ------ |
| 2000 | Cardcaptor Sakura Movie 2: Fūin Sareta Card | Morio Asaka          | Madhouse       | Animación clave | [ 64 ] |
| 2001 | Cowboy Bebop: Tengoku no Tobira             | Shin'ichirō Watanabe | Bones          | Animación clave | [ 65 ] |
| 2010 | "Bungaku Shōjo" Movie                       | Shunsuke Tada        | Production I.G | Animación clave | [ 66 ] |

#### OVAs
| Año  | Título                            | Director(es)        | Estudio                              | Funciones               | Refs.  |
| ---- | --------------------------------- | ------------------- | ------------------------------------ | ----------------------- | ------ |
| 1997 | AIKa                              | Katsuhiko Nishijima | Studio Fantasia                      | Animación intermedia    | [ 2 ]  |
| 1999 | Sakura Taisen: Gōka Kenran        | Susumu Kudō         | Radix                                | Animación clave (#2, 4) | [ 67 ] |
| 2002 | Nurse Witch Komugi-chan Magikarte | Yasuhiro Takemoto   | Kyoto Animation Tatsunoko Production | Animación clave (#2.5)  | [ 68 ] |
| 2005 | Hōkago: Nureta Seifuku            | Masato Kitagawa     | T-Rex                                | Animación clave (#1)    | [ 69 ] |

### Videojuegos
- Shirotsume Sōwa -Episode of the Clovers (2002)[70]
- To Heart 2 (2004)[71]
- The Idolmaster (2005)[72][73]
- Phantom Thief Rousseau (2006)[74]
- Higurashi no Naku Koro ni Matsuri (2007)[3]
- Code Geass: Lost Colors (2008)[75]